# مطار مقور
مطار مقور (بالإنجليزية: Muqur Airport)‏ (إيكاو: OAMK) هو مطار للاستخدام العام يقع بالقرب من مقور، ولاية غزني في أفغانستان.

## روابط خارجية
- سجل المطار لمطار المقور في Landings.com.